# كأس جورجيا 2017
كأس جورجيا 2017 هو الموسم 28 من كأس جورجيا. أقيم خلال الفترة 2 مارس 2017 وحتى 2 ديسمبر 2017، وأشرف على تنظيمه اتحاد جورجيا لكرة القدم، وكان عدد الأندية المشاركة فيه 80، وفاز فيه نادي تشيخورا ساتشخيره.